# Cratere Hegu
Hegu è un cratere lunare di 2,2 km situato nella parte sud-occidentale della faccia nascosta della Luna.